# Tamotsu Suzuki
Tamotsu Suzuki (鈴木 保?, Suzuki Tamotsu; Saitama, 29 aprile 1947) è un allenatore di calcio ed ex calciatore giapponese.

## Carriera

### Calciatore
Dopo aver terminato gli studi alla Rikkyo University, dal 1972 e per le due stagioni successive Suzuki veste la maglia del neofondato Nissan Motors, con il quale vince la seconda e poi la prima divisione prefetturale di Kanagawa.

### Allenatore
Nel 1986 a Suzuki viene affidata la direzione tecnica del Nissan Motors per la seconda parte della stagione 1985-1986, rilevando Shū Kamo che aveva deciso di lasciare l'allenamento per accettare una posizione dirigenziale all'ANA. La stagione si chiude con un bilancio positivo, il quinto posto in campionato e finalista di Japan Soccer League Cup, con la Coppa conquistata dagli avversari dello Yomiuri.
Nel 1987 diventa il tecnico della sezione femminile della società, incarico che mantiene per due anni, ottenendo come risultato più prestigioso le semifinali della Coppa dell'Imperatrice nel 1988.
Nel 1989 la federazione calcistica del Giappone propone a Suzuki di diventare commissario tecnico della nazionale giapponese femminile che dirige per la prima volta nell'edizione di Hong Kong 1989 della Coppa d'Asia di categoria.

## Statistiche

### Statistiche da allenatore

#### Panchine da commissario tecnico della nazionale giapponese femminile
| Cronologia completa delle presenze e delle reti in nazionale ― Giappone | Cronologia completa delle presenze e delle reti in nazionale ― Giappone | Cronologia completa delle presenze e delle reti in nazionale ― Giappone | Cronologia completa delle presenze e delle reti in nazionale ― Giappone | Cronologia completa delle presenze e delle reti in nazionale ― Giappone | Cronologia completa delle presenze e delle reti in nazionale ― Giappone | Cronologia completa delle presenze e delle reti in nazionale ― Giappone | Cronologia completa delle presenze e delle reti in nazionale ― Giappone |
| Data                                                                    | Città                                                                   | In casa                                                                 | Risultato                                                               | Ospiti                                                                  | Competizione                                                            | Reti                                                                    | Note                                                                    |
| ----------------------------------------------------------------------- | ----------------------------------------------------------------------- | ----------------------------------------------------------------------- | ----------------------------------------------------------------------- | ----------------------------------------------------------------------- | ----------------------------------------------------------------------- | ----------------------------------------------------------------------- | ----------------------------------------------------------------------- |
| 2-12-1989                                                               | Hiratsuka                                                               | Giappone                                                                | 2 – 2                                                                   | Australia                                                               | Prima Cup                                                               | -                                                                       |                                                                         |
| 4-12-1989                                                               | Narashino                                                               | Giappone                                                                | 1 – 1                                                                   | Australia                                                               | Prima Cup                                                               | -                                                                       |                                                                         |
| 19-12-1989                                                              | Hong Kong                                                               | Giappone                                                                | 11 – 0                                                                  | Indonesia                                                               | Coppa d'Asia 1989                                                       | -                                                                       |                                                                         |
| 22-12-1989                                                              | Hong Kong                                                               | Giappone                                                                | 3 – 0                                                                   | Hong Kong                                                               | Coppa d'Asia 1989                                                       | -                                                                       |                                                                         |
| 24-12-1989                                                              | Hong Kong                                                               | Giappone                                                                | 14 – 0                                                                  | Nepal                                                                   | Coppa d'Asia 1989                                                       | -                                                                       |                                                                         |
| 26-12-1989                                                              | Hong Kong                                                               | Giappone                                                                | 0 – 1                                                                   | Taipei cinese                                                           | Coppa d'Asia 1989                                                       | -                                                                       |                                                                         |
| 29-12-1989                                                              | Hong Kong                                                               | Giappone                                                                | 9 – 0                                                                   | Hong Kong                                                               | Coppa d'Asia 1989                                                       | -                                                                       |                                                                         |
| 6-9-1990                                                                | Seul                                                                    | Giappone                                                                | 13 – 1                                                                  | Corea del Sud                                                           | Amichevole                                                              | -                                                                       |                                                                         |
| 9-9-1990                                                                | Pusan                                                                   | Giappone                                                                | 5 – 0                                                                   | Corea del Sud                                                           | Amichevole                                                              | -                                                                       |                                                                         |
| 27-9-1990                                                               | Pechino                                                                 | Giappone                                                                | 0 – 5                                                                   | Cina                                                                    | Giochi asiatici                                                         | -                                                                       |                                                                         |
| 29-9-1990                                                               | Pechino                                                                 | Giappone                                                                | 8 – 1                                                                   | Corea del Sud                                                           | Giochi asiatici                                                         | -                                                                       |                                                                         |
| 1-10-1990                                                               | Pechino                                                                 | Giappone                                                                | 5 – 0                                                                   | Hong Kong                                                               | Giochi asiatici                                                         | -                                                                       |                                                                         |
| 3-10-1990                                                               | Pechino                                                                 | Giappone                                                                | 3 – 1                                                                   | Taipei cinese                                                           | Giochi asiatici                                                         | -                                                                       |                                                                         |
| 6-10-1990                                                               | Pechino                                                                 | Giappone                                                                | 1 – 1                                                                   | Corea del Nord                                                          | Giochi asiatici                                                         | -                                                                       |                                                                         |
| 1-4-1991                                                                | Varna                                                                   | Giappone                                                                | 1 – 3                                                                   | Francia                                                                 | Varna International Tournament                                          | -                                                                       |                                                                         |
| 3-4-1991                                                                | Varna                                                                   | Giappone                                                                | 2 – 2                                                                   | Svezia                                                                  | Varna International Tournament                                          | -                                                                       |                                                                         |
| 5-4-1991                                                                | Varna                                                                   | Giappone                                                                | 2 – 0                                                                   | Ungheria                                                                | Varna International Tournament                                          | -                                                                       |                                                                         |
| 26-5-1991                                                               | Fukuoka                                                                 | Giappone                                                                | 1 – 0                                                                   | Corea del Nord                                                          | Coppa d'Asia 1991                                                       | -                                                                       |                                                                         |
| 28-5-1991                                                               | Fukuoka                                                                 | Giappone                                                                | 4 – 1                                                                   | Hong Kong                                                               | Coppa d'Asia 1991                                                       | -                                                                       |                                                                         |
| 1-6-1991                                                                | Fukuoka                                                                 | Giappone                                                                | 12 – 0                                                                  | Malaysia                                                                | Coppa d'Asia 1991                                                       | -                                                                       |                                                                         |
| 3-6-1991                                                                | Fukuoka                                                                 | Giappone                                                                | 10 – 0                                                                  | Singapore                                                               | Coppa d'Asia 1991                                                       | -                                                                       |                                                                         |
| 6-6-1991                                                                | Fukuoka                                                                 | Giappone                                                                | 0 – 0 dts (5 - 4 dtr)                                                   | Taipei cinese                                                           | Coppa d'Asia 1991                                                       | -                                                                       |                                                                         |
| 8-6-1991                                                                | Fukuoka                                                                 | Giappone                                                                | 0 – 5                                                                   | Cina                                                                    | Coppa d'Asia 1991                                                       | -                                                                       |                                                                         |
| 21-8-1991                                                               | Dalian                                                                  | Giappone                                                                | 0 – 0                                                                   | Cina                                                                    | Amichevole                                                              | -                                                                       |                                                                         |
| 17-11-1991                                                              | Foshan                                                                  | Giappone                                                                | 0 – 1                                                                   | Brasile                                                                 | Mondiali 1991                                                           | -                                                                       |                                                                         |
| 19-11-1991                                                              | Foshan                                                                  | Giappone                                                                | 0 – 8                                                                   | Svezia                                                                  | Mondiali 1991                                                           | -                                                                       |                                                                         |
| 21-11-1991                                                              | Foshan                                                                  | Giappone                                                                | 0 – 3                                                                   | Stati Uniti                                                             | Mondiali 1991                                                           | -                                                                       |                                                                         |
| 4-12-1993                                                               | Kuching                                                                 | Giappone                                                                | 6 – 1                                                                   | Taipei cinese                                                           | Coppa d'Asia 1993                                                       | -                                                                       |                                                                         |
| 6-12-1993                                                               | Kuching                                                                 | Giappone                                                                | 15 – 0                                                                  | Filippine                                                               | Coppa d'Asia 1993                                                       | -                                                                       |                                                                         |
| 8-12-1993                                                               | Kuching                                                                 | Giappone                                                                | 4 – 0                                                                   | Hong Kong                                                               | Coppa d'Asia 1993                                                       | -                                                                       |                                                                         |
| 10-12-1993                                                              | Kuching                                                                 | Giappone                                                                | 1 – 3                                                                   | Cina                                                                    | Coppa d'Asia 1993                                                       | -                                                                       |                                                                         |
| 12-12-1993                                                              | Kuching                                                                 | Giappone                                                                | 3 – 0                                                                   | Taipei cinese                                                           | Coppa d'Asia 1993                                                       | -                                                                       |                                                                         |
| 20-8-1994                                                               | Slovacchia                                                              | Giappone                                                                | 2 – 0                                                                   | Slovacchia                                                              | Slovakia International Tournament                                       | -                                                                       |                                                                         |
| 21-8-1994                                                               | Slovacchia                                                              | Giappone                                                                | 1 – 0                                                                   | Austria                                                                 | Slovakia International Tournament                                       | -                                                                       |                                                                         |
| 27-9-1994                                                               | Tokyo                                                                   | Giappone                                                                | 2 – 2                                                                   | Australia                                                               | Amichevole                                                              | -                                                                       |                                                                         |
| 4-10-1994                                                               | Fukuyama                                                                | Giappone                                                                | 5 – 0                                                                   | Corea del Sud                                                           | Giochi asiatici                                                         | -                                                                       |                                                                         |
| 6-10-1994                                                               | Fukuyama                                                                | Giappone                                                                | 3 – 0                                                                   | Taipei cinese                                                           | Giochi asiatici                                                         | -                                                                       |                                                                         |
| 10-10-1994                                                              | Fukuyama                                                                | Giappone                                                                | 1 – 1                                                                   | Cina                                                                    | Giochi asiatici                                                         | -                                                                       |                                                                         |
| 12-10-1994                                                              | Fukuyama                                                                | Giappone                                                                | 0 – 2                                                                   | Cina                                                                    | Giochi asiatici                                                         | -                                                                       |                                                                         |
| 5-5-1995                                                                | Tokyo                                                                   | Giappone                                                                | 1 – 0                                                                   | Canada                                                                  | Ice Box Cup                                                             | -                                                                       |                                                                         |
| 5-6-1995                                                                | Karlstad                                                                | Giappone                                                                | 0 – 1                                                                   | Germania                                                                | Mondiali 1995                                                           | -                                                                       |                                                                         |
| 7-6-1995                                                                | Karlstad                                                                | Giappone                                                                | 2 – 1                                                                   | Brasile                                                                 | Mondiali 1995                                                           | -                                                                       |                                                                         |
| 9-6-1995                                                                | Västerås                                                                | Giappone                                                                | 0 – 2                                                                   | Svezia                                                                  | Mondiali 1995                                                           | -                                                                       |                                                                         |
| 13-6-1995                                                               | Gävle                                                                   | Giappone                                                                | 0 – 4                                                                   | Stati Uniti                                                             | Mondiali 1995                                                           | -                                                                       |                                                                         |
| 22-9-1995                                                               | Kota Kinabalu                                                           | Giappone                                                                | 1 – 0                                                                   | Corea del Sud                                                           | Coppa d'Asia 1995                                                       | -                                                                       |                                                                         |
| 25-9-1995                                                               | Kota Kinabalu                                                           | Giappone                                                                | 6 – 0                                                                   | India                                                                   | Coppa d'Asia 1995                                                       | -                                                                       |                                                                         |
| 27-9-1995                                                               | Kota Kinabalu                                                           | Giappone                                                                | 17 – 0                                                                  | Uzbekistan                                                              | Coppa d'Asia 1995                                                       | -                                                                       |                                                                         |
| 30-9-1995                                                               | Kota Kinabalu                                                           | Giappone                                                                | 3 – 0                                                                   | Taipei cinese                                                           | Coppa d'Asia 1995                                                       | -                                                                       |                                                                         |
| 2-10-1995                                                               | Kota Kinabalu                                                           | Giappone                                                                | 0 – 2                                                                   | Cina                                                                    | Coppa d'Asia 1995                                                       | -                                                                       |                                                                         |
| 11-5-1996                                                               | Salem                                                                   | Giappone                                                                | 0 – 3                                                                   | Cina                                                                    | US Open Cup                                                             | -                                                                       |                                                                         |
| 16-5-1996                                                               | Stati Uniti d'America                                                   | Giappone                                                                | 0 – 4                                                                   | Stati Uniti                                                             | US Open Cup                                                             | -                                                                       |                                                                         |
| 18-5-1996                                                               | Washington                                                              | Giappone                                                                | 0 – 0 dts (4 - 3 dtr)                                                   | Canada                                                                  | US Open Cup                                                             | -                                                                       |                                                                         |
| 26-5-1996                                                               | Tokyo                                                                   | Giappone                                                                | 1 – 1                                                                   | Danimarca                                                               | Amichevole                                                              | -                                                                       |                                                                         |
| 29-5-1996                                                               | Fukuoka                                                                 | Giappone                                                                | 3 – 4                                                                   | Danimarca                                                               | Amichevole                                                              | -                                                                       |                                                                         |
| 10-7-1996                                                               | Fort Lauderdale                                                         | Giappone                                                                | 2 – 2                                                                   | Australia                                                               | Amichevole                                                              | -                                                                       |                                                                         |
| 15-7-1996                                                               | Fort Lauderdale                                                         | Giappone                                                                | 1 – 3                                                                   | Svezia                                                                  | Amichevole                                                              | -                                                                       |                                                                         |
| 21-7-1996                                                               | Birmingham                                                              | Giappone                                                                | 2 – 3                                                                   | Germania                                                                | Olimpiadi 1996                                                          | -                                                                       |                                                                         |
| 23-7-1996                                                               | Birmingham                                                              | Giappone                                                                | 0 – 2                                                                   | Brasile                                                                 | Olimpiadi 1996                                                          | -                                                                       |                                                                         |
| 25-7-1996                                                               | Washington                                                              | Giappone                                                                | 0 – 4                                                                   | Norvegia                                                                | Olimpiadi 1996                                                          | -                                                                       |                                                                         |
| 8-11-1999                                                               | Iloilo                                                                  | Giappone                                                                | 9 – 0                                                                   | Thailandia                                                              | Coppa d'Asia 1999                                                       | -                                                                       |                                                                         |
| 10-11-1999                                                              | Iloilo                                                                  | Giappone                                                                | 5 – 1                                                                   | Uzbekistan                                                              | Coppa d'Asia 1999                                                       | -                                                                       |                                                                         |
| 12-11-1999                                                              | Barotac Nuevo                                                           | Giappone                                                                | 14 – 0                                                                  | Nepal                                                                   | Coppa d'Asia 1999                                                       | -                                                                       |                                                                         |
| 14-11-1999                                                              | Iloilo                                                                  | Giappone                                                                | 6 – 0                                                                   | Filippine                                                               | Coppa d'Asia 1999                                                       | -                                                                       |                                                                         |
| 19-11-1999                                                              | Bacolod                                                                 | Giappone                                                                | 0 – 2                                                                   | Taipei cinese                                                           | Coppa d'Asia 1999                                                       | -                                                                       |                                                                         |
| 21-11-1999                                                              | Bacolod                                                                 | Giappone                                                                | 2 – 3                                                                   | Corea del Nord                                                          | Coppa d'Asia 1999                                                       | -                                                                       |                                                                         |
| Totale                                                                  |                                                                         | Presenze                                                                | 65                                                                      |                                                                         | Reti                                                                    | 32                                                                      |                                                                         |